# Michael Janz
Michael Janz (* 2. November 1978) ist ein deutsch-kanadischer christlicher Popmusiker. 

## Leben
Michael Janz stammt aus einer musikalischen Familie. Sein Großvater Hildor Janz kam 1954 aus Kanada nach Europa, um das evangelikale Missionswerk Janz Team mitzubegründen, bei dem er sowohl als Solist als auch im Janz Quartett wirkte und auf Großevangelisationen und Schallplatten sang. Michaels Vater Danny Janz war Teil der Band Deliverance und ebenfalls für das Janz Team engagiert.
Ab dem Jahr 2000 war Michael Janz Sänger der Band Beatbetrieb. Er löste damit Andreas Volz ab. Mit Beatbetrieb war er 2003 für den deutschen Musikpreis Echo nominiert und erhielt im gleichen Jahr die Goldene Stimmgabel. 2003 belegte die Band außerdem Platz 2 bei der deutschen Vorausscheidung zum Eurovision Song Contest mit dem Lied Woran glaubst du?
Im Jahr 2001 veröffentlichte das Janz Team eine Compilation mit Michael Janz, seinem Vater Danny Janz sowie Danny Plett unter dem Titel Voices – Ich steh zu dir. 
2006 nahm Michael Janz an der Schweizer Castingshow SuperStar teil und gewann diese mit den Songs „Right Here Waiting“ und „Addicted To Love“. Für Nena und Beate Ling sang er Backing Vocals, mit Xavier Naidoo hat er einen Titel aufgenommen. 
Im Februar 2008 erschien sein erstes Solo-Album So groß ist der Herr bei Gerth Medien.